# Espectre visible

L'espectre electromagnètic.
L'espectre visible correspon als colors de l'esquema.

L'espectre visible és la regió de l'espectre electromagnètic que l'ull humà és capaç de percebre. A la radiació electromagnètica en aquest rang de longituds d'ona se l'anomena llum visible o, simplificant, simplement llum. Gràcies a la sensació de color, l'ull arriba a distingir les diferents parts de l'espectre visible. L'arc de Sant Martí és un exemple de refracció natural de l'espectre visible.
No hi ha cap límit exacte a l'espectre visible: l'ull humà, adaptat a la llum, posseeix generalment una sensibilitat màxima a la llum d'una longitud d'onda d'uns 550 nm (nanòmetres), el que correspon a un color groc-verd. Generalment, es considera que la resposta de l'ull cobreix les longituds d'ones de 380 nm a 780 nm, encara que una gamma de 400 nm a 700 nm sigui més comuna. Aquests extrems corresponen, respectivament, als colors violeta, a les longituds d'ona més curtes, i vermell, a les longituds d'ona més llargues. Tanmateix, l'ull pot tenir una certa resposta visual a gammes de longituds d’ona encara més àmplies.
L'ultraviolat (UV) i l'infraroig (IR) sovint són considerats com a llum, però no són visibles per a l'ull humà. Però els ulls de moltes espècies perceben unes longituds d'ona de l'espectre que són diferents de les que pot diferenciar l'ull humà. Per exemple, molts insectes, com les abelles, poden veure la llum ultraviolada, que els és molt útil per trobar el nèctar a les flors. Per aquesta raó, les espècies de plantes que tenen un cicle de vida lligat a la pol·linització per mitjà de la intervenció dels insectes poden tenir més o menys èxit en funció del seu aspecte sota la llum ultraviolada en comptes de l'aparença que presenten als nostres ulls.

## Història

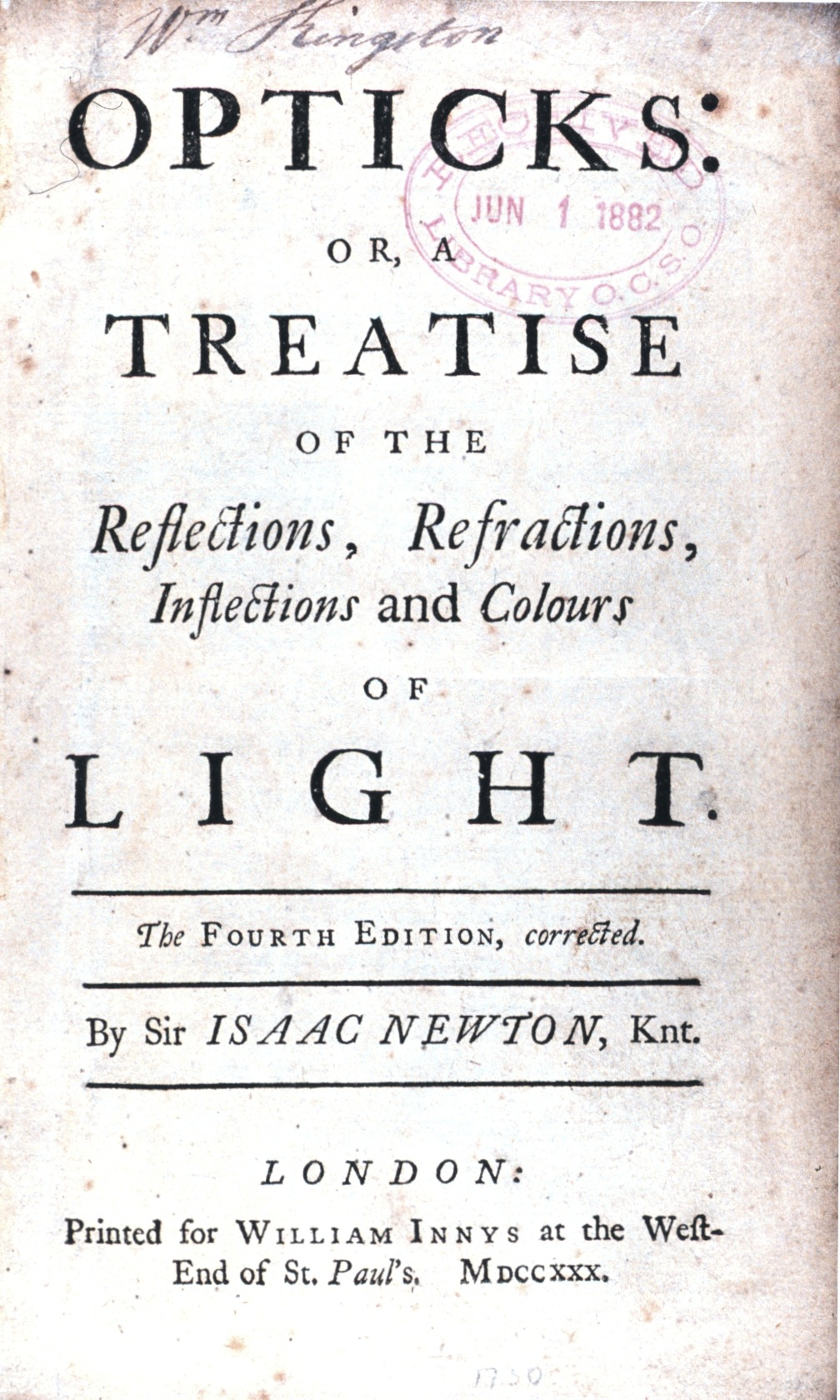
Tractat d'òptica, de Newton.

Dues de les primeres explicacions de l'espectre visible són fruit de les observacions del físic anglès Isaac Newton (1642-1727), que va escriure el seu Opticks: or, A treatise of the reflections, refractions, inflexions and colours of light ‘Òptica: o, Tractat de les reflexions, refraccions, inflexions i colors de la llum’ (1704), i de l'alemany Johann W. von Goethe (1749-1832), amb la seva Zur Farbenlehre ‘Teoria dels colors' (1810). Però les primeres observacions de les quals es té coneixement van ser fetes per l'anglès Roger Bacon (1220-1292) que per primera vegada va reconèixer l'espectre visible en un vas d'aigua, quatre segles abans dels descobriments de Newton amb prismes que van permetre estudiar la dispersió i l'agrupació de la llum blanca.
Newton va fer servir per primer cop la paraula espectre (del llatí spectrum, que significa aparença, aparició, fantasma) el 1671 en descriure els seus experiments sobre òptica. Newton va observar que quan un estret feix de llum solar incideix sobre un prisma de vidre triangular amb un angle determinat, una part es reflecteix i una altra passa a través del vidre per refracció, mostrant diferents bandes de colors. La hipòtesi de Newton era que la llum estava feta per corpuscles (partícules) de diferents colors i que la diferència en els colors era a causa de la diferència de velocitats de cada un d'ells, de manera que en un medi transparent, la llum vermella era més veloç que la llum violeta. El resultat és que la llum vermella es doblava (refracció) menys que la llum violeta quan passaven a través del prisma, creant l'espectre de colors.
Newton va dividir l'espectre en set colors anomenats vermell o roig, taronja, groc, verd, blau, indi o anyil i violat o violeta. Va imaginar que eren set colors per una creença procedent de l'antiga Grècia, dels sofistes, que deien que hi havia una connexió entre els colors, les notes musicals, els dies de la setmana i els cossos coneguts del sistema solar. L'ull humà és relativament insensible a les freqüències i algunes persones no poden distingir des de l'indi fins al violat. Per aquesta raó alguns comentaris, inclosos el d'Isaac Asimov (1920-1992), han suggerit que l'indi hauria de deixar de ser considerat com un color entre el blau i el violat.

Prisma de Goethe

Goethe va sostenir que l'espectre continu era un fenomen compost. Mentre que Newton va reduir a feixos de llum per aïllar el fenomen, Goethe observava que amb una obertura més àmplia a l'espectre no hi havia vores grogues ni del blau-cian amb blanc entre ells, i l'espectre només apareixia quan aquestes vores eren molt a prop de la superposició.
Ara s'accepta generalment que la llum està composta de fotons, que tenen algunes de les propietats d'una ona i algunes de partícula, i que tota la llum viatja a la mateixa velocitat en el buit: la velocitat de la llum (c = 3 × 108 m/s).

## Colors de l'espectre
Els colors de l'arc de Sant Martí en l'espectre visible inclou tots aquests colors que poden ser produïts per la llum visible d'una simple longitud d'ona; són els colors de l'espectre pur, els colors monocromàtics. A pesar que l'espectre és continu i, per tant, no hi ha quantitats buides entre un i un altre color, els rangs de la figura següent podrien ser usats com una aproximació per anomenar els colors. Els intervals figuren en funció de la longitud d'ona en nm, de la freqüència en THz i de l'energia dels fotons en eV. Com s'observa, els fotons més energètics són els del color violat, i els menys energètics els del vermell.
| Espectre | L'espectre | L'espectre | L'espectre | L'espectre | L'espectre | L'espectre | L'espectre |
| -------- | ---------- | ---------- | ---------- | ---------- | ---------- | ---------- | ---------- |
| Color    | violat     | indi       | blau       | verd       | groc       | taronja    | vermell    |
| λ (nm)   | 400-420    | 420-455    | 455-490    | 490-575    | 575-585    | 585-650    | 650-720    |
| f (THz)  | 750-714    | 714-659    | 659-612    | 612-521    | 521-512    | 512-461    | 461-416    |
| E (eV)   | 3,10-3,95  | 3,95-2,73  | 2,73-2,53  | 2,53-2,15  | 2,15-2,11  | 2,11-1,91  | 1,91-1,72  |

Un ull adaptat a la llum generalment té com a màxima sensibilitat un valor d'uns 560 nm, a la regió verda de l'espectre visible. L'espectre, tanmateix, no conté tots els colors que els ulls humans i el cervell poden distingir. Cafè, rosat i magenta estan absents, per exemple, perquè es necessita la mescla de múltiples longituds d'ona, preferiblement vermells foscos.

## Índex de refracció

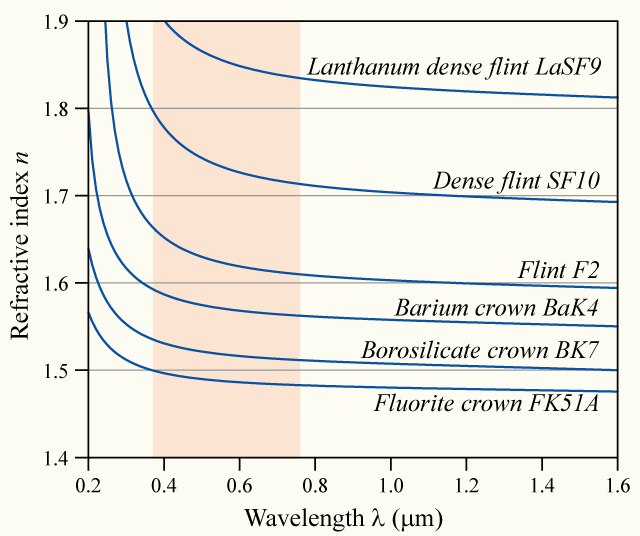
Valors dels índexs de refracció de diferents materials transparents en funció de la longitud d'ona de la radiació (la zona visible en color taronja).

La velocitat de la llum en un material {\displaystyle v} és menor que la mateixa en el buit {\displaystyle c}, i la proporció entre les velocitats és coneguda com a l'índex de refracció {\displaystyle n} d'un material:
{\displaystyle n={\frac {c}{v}}}
Un medi en el qual l'índex de refracció és el mateix en tots els punts és un medi homogeni i isòtrop, com és el cas dels vidres òptics. L'atmosfera terrestre no és un medi homogeni ni isòtrop òpticament, ja que l'índex de refracció varia amb l'altura, però es pot considerar que ho és per a distàncies curtes. Atès que la velocitat de la llum en un medi depèn de la longitud d'ona considerada, cal definir l'índex de refracció especificant la longitud d'ona a què es refereix. Per convenció, l'índex de refracció se sol definir per a una longitud d'ona de 587,6 nm. El seu valor per a l'aigua és proper a 1,33 i per als diferents tipus de vidres és d'aproximadament 1,5. Per a descriure la variació de l'índex de refracció en funció de la longitud d'ona, o dispersió, s'utilitza el nombre d'Abbe.
La longitud d'ona en l'aigua {\displaystyle \lambda _{a}}, i en altres medis, es veu reduïda, respecte de la longitud d'ona en el buit {\displaystyle \lambda _{b}}, per un factor igual a l'índex de refracció {\displaystyle n} ja que la freqüència {\displaystyle f} és constant:
{\displaystyle n={\frac {c}{v}}={\frac {\lambda _{b}\cdot f}{\lambda _{a}\cdot f}}\quad \quad \quad \lambda _{a}={\frac {\lambda _{b}}{n}}}
La longitud d'ona visible a l'ull també passa a través d'una finestra òptica, la regió de l'espectre electromagnètic que passa molt atenuada a través de l'atmosfera terrestre, malgrat que la llum blava és més dispersa que la llum vermella, que és la causa del color del cel. La resposta de l'ull humà està definit per una prova subjectiva, però les finestres atmosfèriques estan definides per mesures físiques. La finestra visible s'anomena així perquè aquesta superposa la resposta humana visible a l'espectre; la finestra infraroja està lligada a la finestra de resposta humana i la longitud d'ona mitjana infraroja, la longitud d'ona infraroja llunyana estan molt lluny de la regió de resposta humana.

## Espectroscòpia

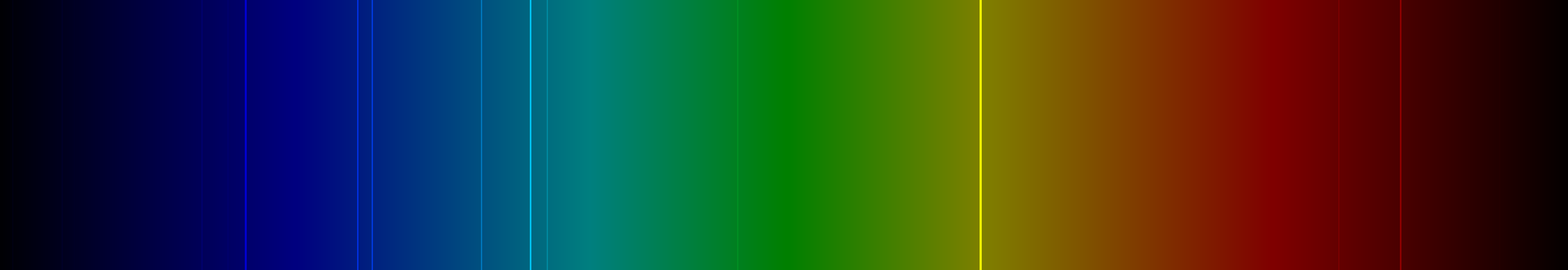
Espectre visible de ratlles de l'heli superposat a l'espectre continu visible.

S'anomena espectroscòpia a la ciència que estudia els objectes basant-se en l'espectre de llum que emeten. Una aplicació particularment important d'aquest estudi és en astronomia, on els espectroscopis són essencials per a analitzar les propietats d'objectes distants. L'espectroscòpia astronòmica utilitza difracció d'alta dispersió per observar espectres a molt altes resolucions espectrals. L'heli va ser el primer element que es va detectar en l'anàlisi de l'espectre del Sol. Els elements químics poden ser detectats en objectes astronòmics per les línies espectrals i les línies d'absorció; la mesura de línies espectrals pot ser usada com a mesures de desplaçament cap al roig o desplaçament cap al blau d'objectes distants que es mouen a altes velocitats. El primer exoplaneta a ser descobert va ser el que es va trobar amb l'anàlisi d'efecte Doppler d'estrelles; la presència de planetes va ser revelada per la seva influència gravitacional en les estrelles analitzades.

L'espectroscòpia d’ultraviolat i visible és una tècnica espectroscòpica d’absorció (absorciometria). Es basa en la interacció de la radiació electromagnètica de l’ultraviolat (100 nm ≤ λ ≤400 nm) o del visible (400 nm ≤ λ ≤ 750 nm) amb ions, molècules o radicals, la qual origina transicions entre diferents estats electrònics d’aquestes espècies, mitjançant la promoció d’electrons cap a orbitals moleculars desocupats. Dels diferents tipus d’espectre, els d’ultraviolat i visible, coneguts genèricament com a espectres electrònics, són els que comporten bescanvis energètics més grans (de l’ordre de 200-500 kJ). L’absorció d’aquests tipus de radiacions provoca alhora variacions energètiques electròniques, vibratòries i rotatòries, la qual cosa dona lloc a espectres d’una gran complexitat, constituïts per un gran nombre de senyals molt pròxims entre ells. Tanmateix, àdhuc amb l’ajut d’espectrofotòmetres d’un elevat poder de resolució, hom sol observar únicament bandes d’absorció amples que corresponen a les corbes envolupants de les transicions individuals.

Espectre d'una pantalla a color. Les tres bandes estretes de la part inferior (vermell, verd i blau) mostren la barreja relativa dels colors primaris de la part superior utilitzats per a la seva creació.

## Models de color
Per a reproduir els colors de l'espectre visible en pantalles o en imatges impreses calen models de colors. Un model de color és un model matemàtic abstracte que descriu la manera en què els colors poden ser representats com a conjunts de números, normalment tres o quatre valors o components de color.

### Model de color RGB

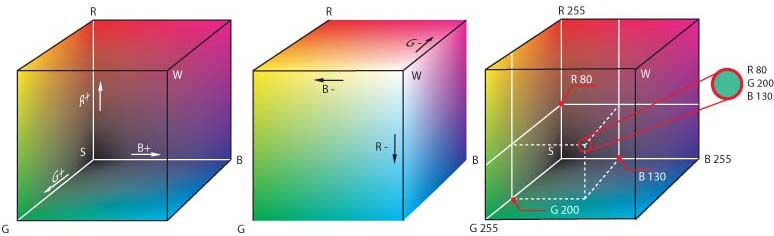
Representació dels colors RGB.

El model de color RGB (red, green, blue) és un model de color basat en la síntesi additiva, en què es representen els colors mitjançant les tres colors llum primàris (verd, vermell i blau) amb un valor per cadascun d'aquestes d'entre 0 i 255, on 0 és l'absència de color i 255 és el color amb màxima intensitat. És la que s'utilitza en les càmeres digitals, els projectors, els escàners o els monitors. Per a representar aquest sistema de color en la web, s'utilitza la codificació hexadecimal, on cada color és representada per 2 dígits que van del 0 al 9 més les lletres a, b, c, d, e, f, que representen els valors 10, 11, 12, 13, 14 i 15, respectivament. La correspondència entre la numeració hexadecimal i la decimal és donada per la fórmula següent:
decimal = primera xifra (hexadecimal × 16) + segona xifra (hexadecimal)

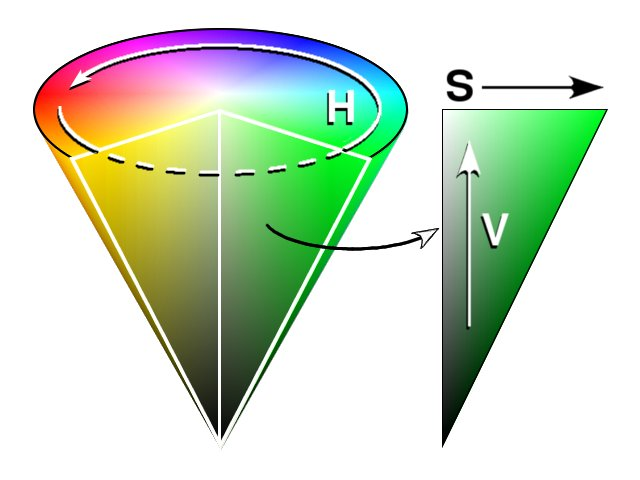
Con de colors de l'espai HSV.

La intensitat màxima n'és ff, que correspon a 15 × 16 + 15 = 255 en decimal, i la nul·la n'és 00, que equival a 0 en decimal. D'aquesta manera, qualsevol color és definit per tres parells de dígits. Així, per exemple, el blanc (255, 255, 255) en hexadecimal és "#ffffff" i el verd (0, 255, 0) en hexadecimal és "#00FF00".

### Model de color HSV
En el sistema de color HSV (Hue, Saturation, Value), es defineixen els colors donant un valor del 0 al 100 a cada una de les seves propietats.

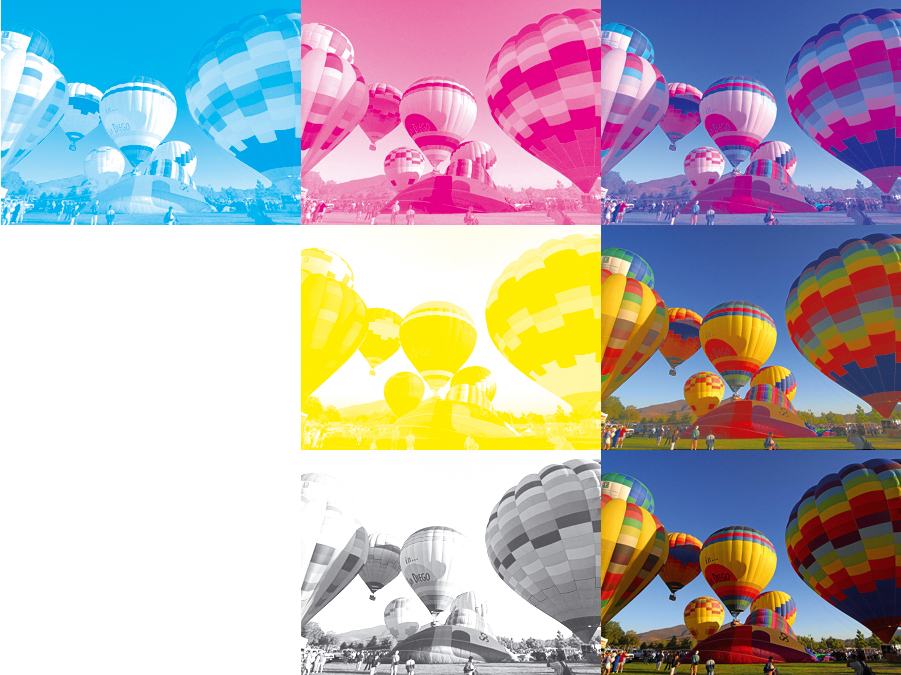
Procés de formació de la imatge en color en el sistema subtractiu CMYK:1a fila: Cian; Magenta; Cian+Magenta.2a fila: Groc; Cian+Magenta+Groc.3a fila: Negre; Cian+Magenta+Groc+Negre.

- Procés de formació de la imatge en color en el sistema subtractiu CMYK:1a fila: Cian; Magenta; Cian+Magenta.2a fila: Groc; Cian+Magenta+Groc.3a fila: Negre; Cian+Magenta+Groc+Negre.Tonalitat: el tipus de color (vermell, groc, blau, taronja...), segons la posició que ocupa en la roda de color, en valors del 0 al 360; així, el vermell és 0, el groc és 60,, el 180 és el cian i el magenta és el 300.
- Saturació: és la quantitat de croma o puresa de color els valors van de 0 (blanc) al 100, on el color és completament saturat o pur.
- Valor: Representa la lluminositat d'un color. Els seus valors van del 0 al 100, on 0 és un color sense lluminositat (negre) i 100 és un color molt lluminós.[14]

### Model de color CMYK
El model de color CMYK (Cyan Magenta Yellow Black) és un model de color de síntesi sostractiva, que utilitza com a colors primaris el cian, el magenta, el groc i el negre. S'utilitza en els dispositius que treballen amb pigments o tintes, com per exemple, les impressores o les impremtes. Utilitza els colors cian (C) magenta (M) groc (Y) i negre (K). Els valors van del 0% al 100% per a cada una de les tintes.